# چن یونگیان
چن یونگیان (به انگلیسی: Chen Yongyan) ژیمناست زادهٔ ۱۹ اکتبر ۱۹۶۲ میلادی اهل کشور چین است.